# カール・フロッシュ
カール・ジョン・フロッシュ（Carl John Frosch、1908年9月6日 – 1984年5月18日）はアメリカ合衆国の化学者で、1955年にベル研究所の研究者として、技術者のリンカーン・デリックと共に、シリコンが高温で酸素に触れると、二酸化ケイ素の保護膜を作る熱酸化現象を発見した。
この保護膜は、半導体集積回路の平面化技術の重要な一部となるシリコン半導体の二酸化ケイ素マスキング法の発明へとつながっていく。また、この発見により、シリコンエッチングのプロセスの可能性も見えてきた。

## 生涯
ニューヨーク州イリオンの出身で、ユニオンカレッジに学び、1929年にシグマXi会員となった。
フロッシュは、ベル研究所のジョン・L・モルのグループで半導体中の不純物の拡散に関するプロセス化学者として働いていた。シリコンにおける酸化膜の重要性を発見したのは、ある実験室の事故がきっかけだった。当時は、シリコンが燃えることを恐れて、酸素雰囲気下での実験を避け、水素ガスや真空状態での実験が行われていた。
フロッシュとデリックは、酸化膜が敏感なシリコンを保護するだけでなく、ガリウムなどのドーパントを通過させ、ホウ素やリンなどのドーパントを通過させないという選択性を持っていることに気づいた。このようにして、シリコンウェハーに選択的にドーピングすることができた。彼らは、1955年6月にベル研究所でこの発見を覚書として発表した。
この発見のプロセスは、偶然の出来事が大きな問題の解決策を発見することにつながったという点で、ペニシリンの場合に似ている。
さらにフロッシュとデリックは、酸化膜にあけた細い穴を利用して、下地のシリコンに少数電荷キャリアをドープする方法を示した。1957年、フロッシュと デリックは彼らの発見を発表した。その後、ジャン・ヘルニによって、ドーピング層が酸化膜の下で横方向に広がったときに敏感な pn接合を保護する酸化膜の重要性が認識されるなど様々な改善がなされた。フェアチャイルドセミコンダクターにいたヘルニは フロッシュ と デリック のメモをショックレー半導体研究所の科学者経由で受け取った（フロッシュ と デリックの論文のプレプリントが ショックレーによって 1956年12月に会社で回覧された）。
最終居住地はニュージャージー州サミット。息子のピーター・フロッシュ（1937-2011）はバークレー校とユニオンカレッジの化学教授を務めた。 フロッシュはサラトガ郡（ニューヨーク州）のボールストンスパのブリッグス墓地に埋葬されている。